# Laura Arensbak Kjærgaard
Laura Arensbak Kjærgaard (født 5. juni 1984 i Aarhus) er en dansk sanger, der blev kendt som deltager i DR1's talentshow X Factor i marts 2008, hvor hun blev nr. 2.
Inspireret af sin bedstemor begyndte Kjærgaard, som 7 årig at spille klassisk klaver. Hun skiftede til sang i stedet, da hun i 2000 begyndte på Femmøller Musik- og Teaterefterskole. Laura Kjærgaard optrådte for første gang som solist på efterskolen i en musical.
Samtidig med at Kjærgaard startede på Århus statsgymnasium, begyndte hun også i et gospelkor, Living Gospel, dengang ledet af Steve Cameron, i Baptistkirken i Aarhus. Her stiftede hun bekendtskab med gospelmusikkens glæde. Hun udviklede sig så hurtigt, at hun måtte forlade koret til fordel for et kor på et højere niveau; Voicings. Her udviklede hun sig videre både som solist, men også som kormedlem i takt med sin stigende interesse for troen.
I 2004, da hun blev student, fandt Kjærgaard vej til Claes Wegener og The Gospel Voices. Dette var hendes hidtil største møde med gospel, som stadig er en inspiration for hende. Her stiftede hun bekendtskab med bl.a. Lene Matthiessen Nørrelykke, som har haft stor betydning for hendes videre udvikling som sanger, korleder og som person.
2005 blev året hvor Laura Kjærgaard måtte forlade Voicings til fordel for det nyopstartede kor, Rejoice v. Lene M. Nørrelykke i Metodistkirken. Og i 2006 startede hun som korleder for Living Gospel i samarbejde med Rune Funch og begyndte også at undervise i sang i kirken. Lovsangen blev også en stor del af hendes hverdag, da hun begyndte i lovsangsgruppen i Metodistkirken som sanger og lovsangsleder.
I april 2006 blev en af Kjærgaards store drømme opfyldt, da hun blev optaget som medlem i Opstand Gospel Choir. Her var hun med til at indspille korets tredje cd i København i maj måned.
Laura Kjærgaard har indtil videre været med på forskellige gospel-indspilninger bl.a. Lene M. Nørrelykkes debut cd "Why I sing" som en del af The Celebration Gospel Choir, som er håndplukkede sangere fra hele DK.
Laura Kjærgaard har pt. sit eget kor "Voices of joy" i Risskov Kirke og optræder som gæstesolist i forskellige sammenhænge.
Kjærgaard har en mild grad af Crouzon syndrom. 